# كانون 700 دي
كانون 700 دي (بالإنجليزية: Canon EOS 700D)‏ كاميرا احترافية من إنتاج شركة كانون طرحت في الأسواق في شهر أبريل من عام 2013.

## المواصفات الأساسية
- حجم الكاميرا : متوسط.
- حجم الصورة : 5184 × 3456.
- عدد الميجا بيكسل : 18 ميجا بيكسل.
- دقة 18MP APS-C المعدل CMOS للحساس.
- التركيز المتتبع AF من حساس الصورة للايف فيو و الفيديو.
- التركيز التتابعي في الفيديو وملاحقة العنصر.
- العدسة الجديدة 18-55mm STM kit مع موتور لدعم اللايف فيو والفيديو.
- 14-bit DIGIC 5 processor.
- آيزو 100-12800 standard, 25600 expanded.
- 5 خمس لقطات متتابعة.
- 9 point AF system, all sensors cross type, central sensor F2.8 (from 60D).
- 63 مناطق iFCL metering.
- شاشة بدقة 1.04m dot 3:2 touch-sensitive متحركة الزوايا ClearView II LCD , دعم الملتي تتش.
- يصور فيديو 1080p حتى 30fps.
- يصور فيديو 720p حتى 60fps.

## معرض الصور

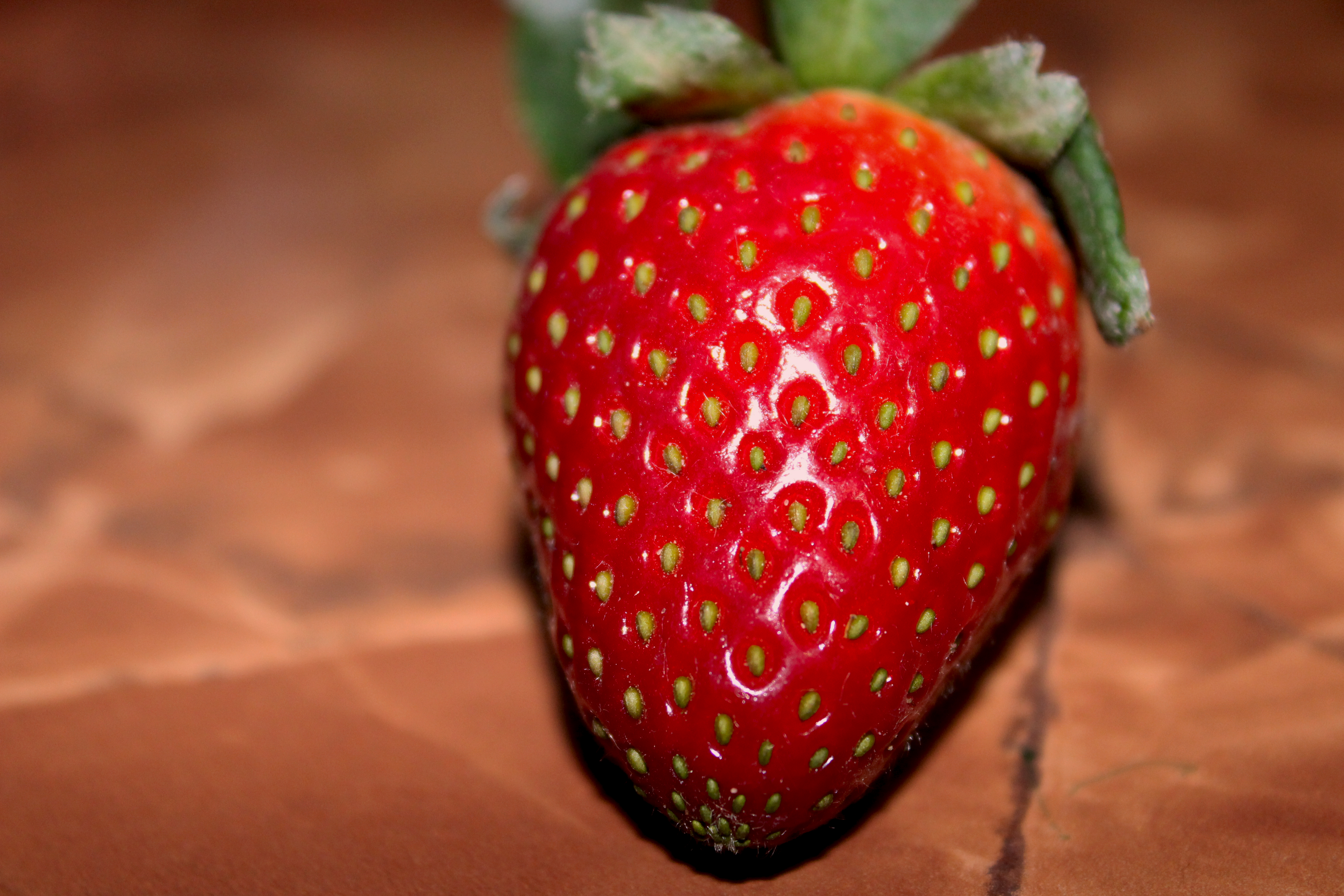
صورة للفراولة مُلتقطة بواسطة كانون 700 دي.